# Rovelló: el somni d'una nit d'estiu
Rovelló: el somni d'una nit d'estiu és una pel·lícula d'animació catalana dirigida per Antoni D'Ocon i estrenada el 2 de setembre de 2011.
La història, vagament inspirada en El somni d'una nit d'estiu de William Shakespeare, narra les aventures del gosset Rovelló durant la nit de Sant Joan. El gos protagonista ve de les novel·les homònimes escrites per Josep Vallverdú.

## Argument
23 de juny al poble de Navell: En Rovelló s'assabenta que la seva bella amiga amb pedigrí, la Coloma, serà parellada amb un gran danès de pura raça a canvi de diners. Indignat, decideix rescatar-la fugint del mas amb ella i amagant-se al bosc. El gran danès però, els perseguirà per lluitar contra en Rovelló. Desafortunadament, aquest serà encantat per una flor màgica que només creix la nit de Sant Joan i quedarà bojament enamorat de la gosseta Sanda.
Mentrestant, a la casa, en Pauet i la Nyera es preparen per rebre uns clients de turisme rural al Mas Tolosa. Els clients, provinents de la ciutat, buscaran celebrar la nit més curta de l'any a la manera tradicional i la parella els hi ajudarà.